# Stegastes fasciolatus
Stegastes fasciolatus es una especie de peces de la familia Pomacentridae en el orden de los Perciformes.

## Morfología
Los machos pueden llegar alcanzar los 15 cm de longitud total.

## Hábitat
Es un pez de mar.

## Distribución geográfica
Se encuentra desde el África Oriental hasta el este de Oceanía, incluyendo las Hawaii, la Isla de Pascua, las Islas Ryukyu  y Australia.